# Sannomiya-Hanadokeimae (métro municipal de Kobe)
Sannomiya-Hanadokeimae (三宮・花時計前駅, Sannomiya-Hanadokeimae-eki) est une station terminus de la ligne Kaigan du métro municipal de Kobe. Elle est située, au nord de la Kobe City Hall, dans l'arrondissement Chūō-ku de Kobe, dans la préfecture de Hyōgo au Japon.
Mise en service en 2001, elle est desservie par les rames de la ligne Kaigan (bleue).

## Situation sur le réseau

Plan du métro.

Établie en souterrain, Sannomiya-Hanadokeimae est la station terminus nord de la ligne Kaigan (bleue) du métro municipal de Kobe. Elle est située avant la station Kyukyoryuchi-Daimarumae, en direction du terminus sud Shin-Nagata.
Elle dispose d'un quai central encadré par les deux voies de la ligne.

## Histoire
La station Sannomiya-Hanadokeimae est mise en service le 7 juillet 2001, lorsque le Bureau des transports municipaux de Kobe ouvre à l'exploitation les 7,9 kilomètres de la ligne Kaigan, entre Sannomiya-Hanadokeimae et  Shin-Nagata.

## Services aux voyageurs

### Accès et accueil

Installations
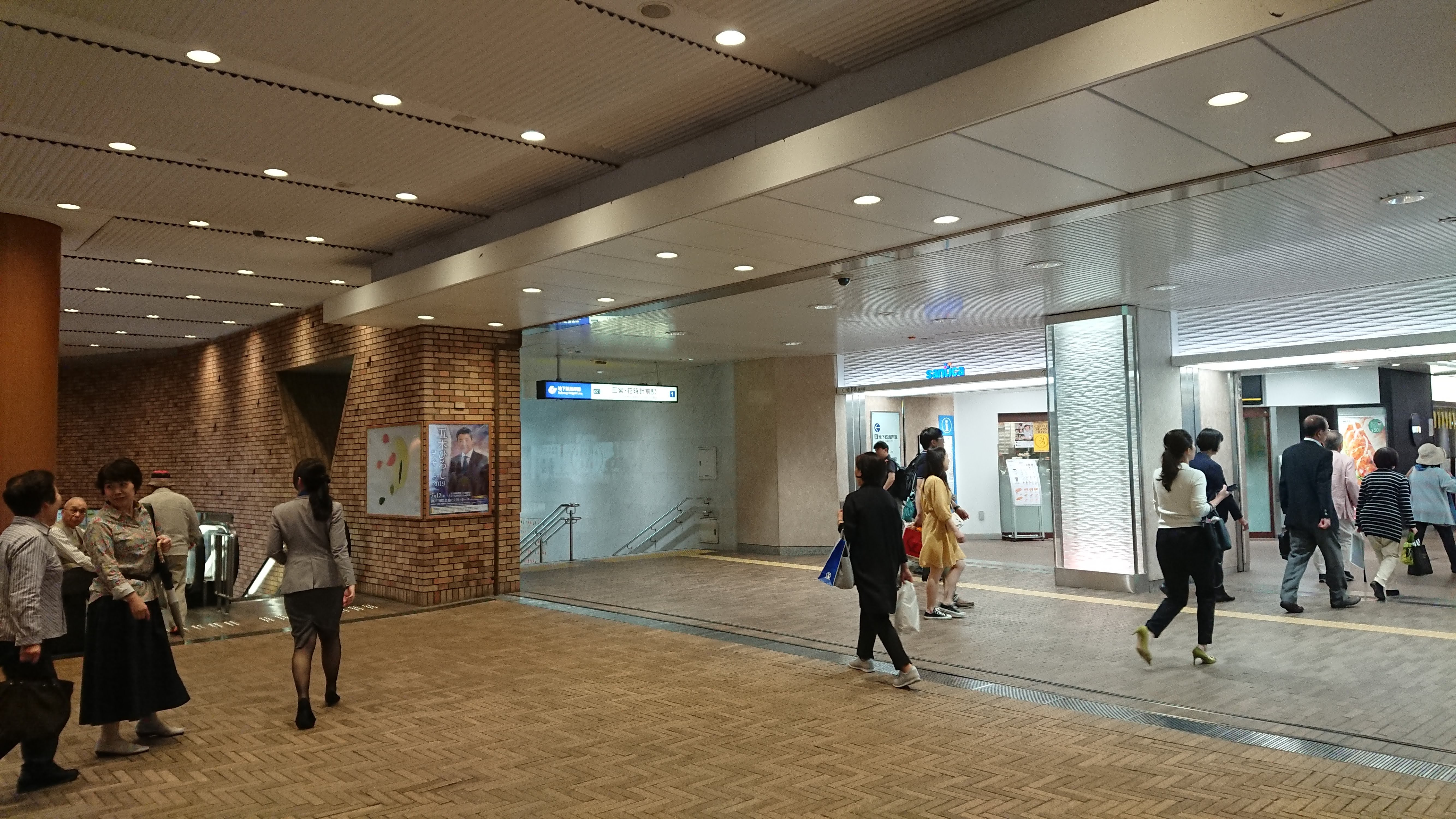
accès 1.
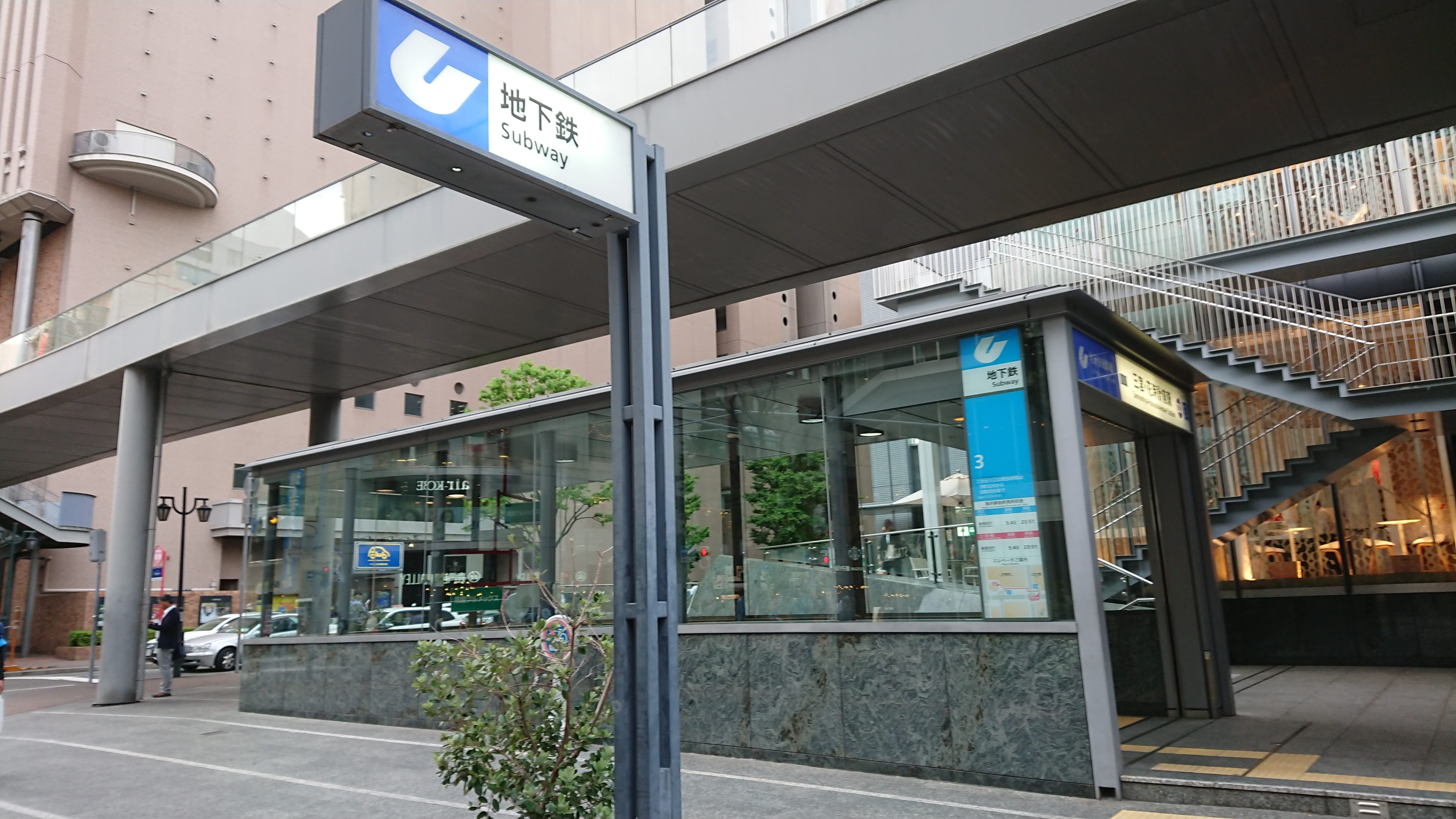
accès 3.
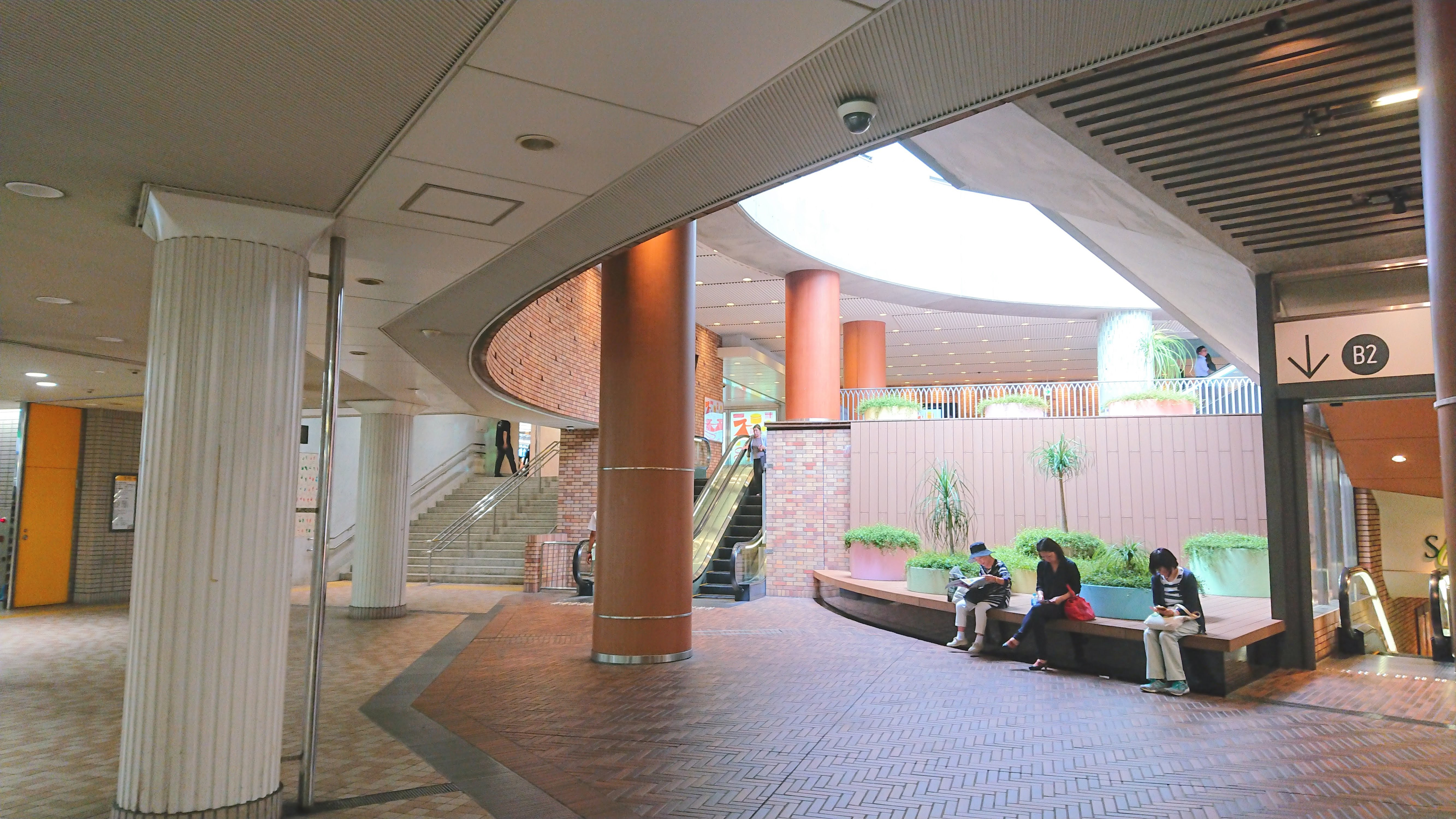
Connexion piétonne souterraine.

### Desserte

Installations et desserte
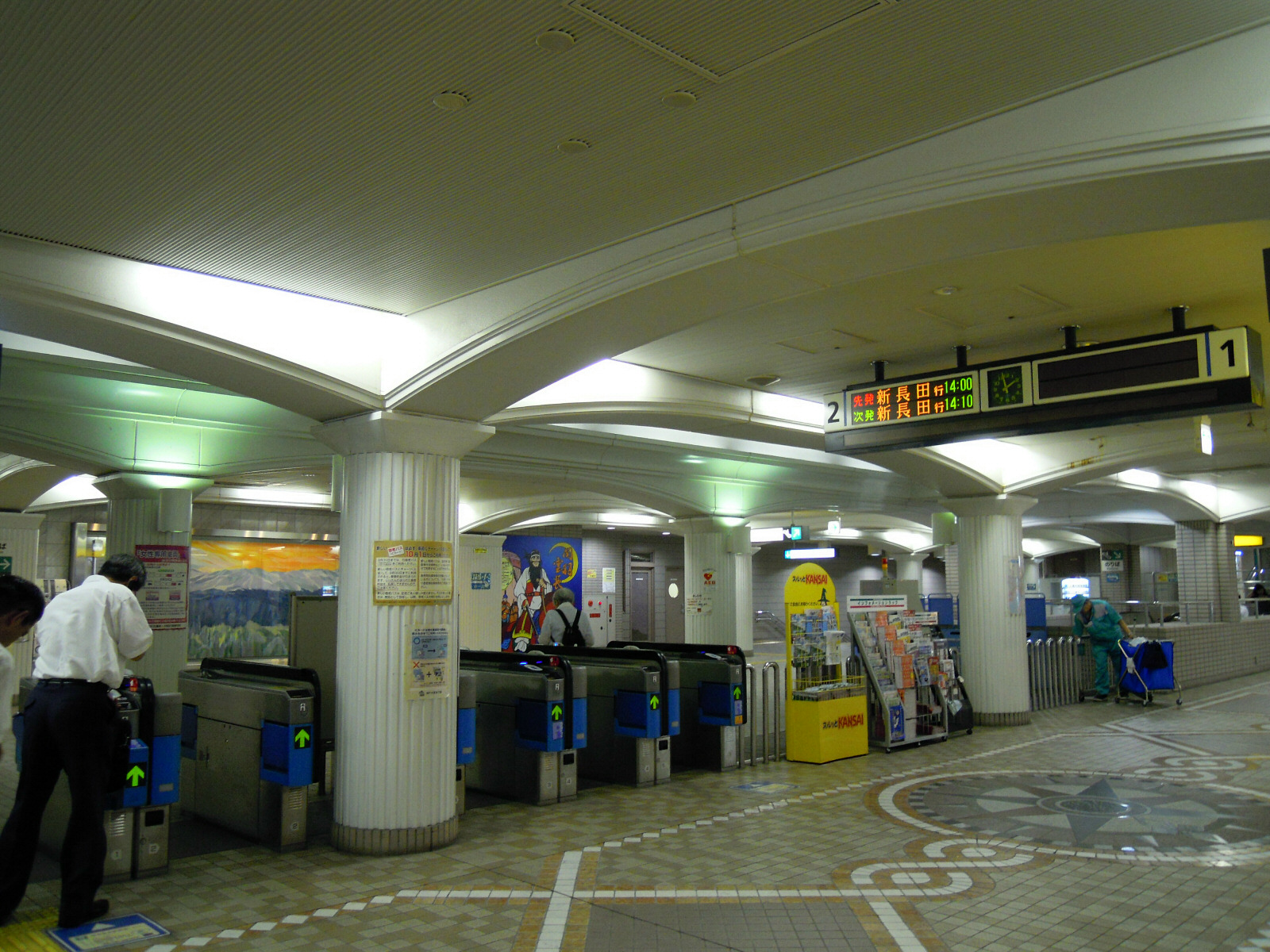
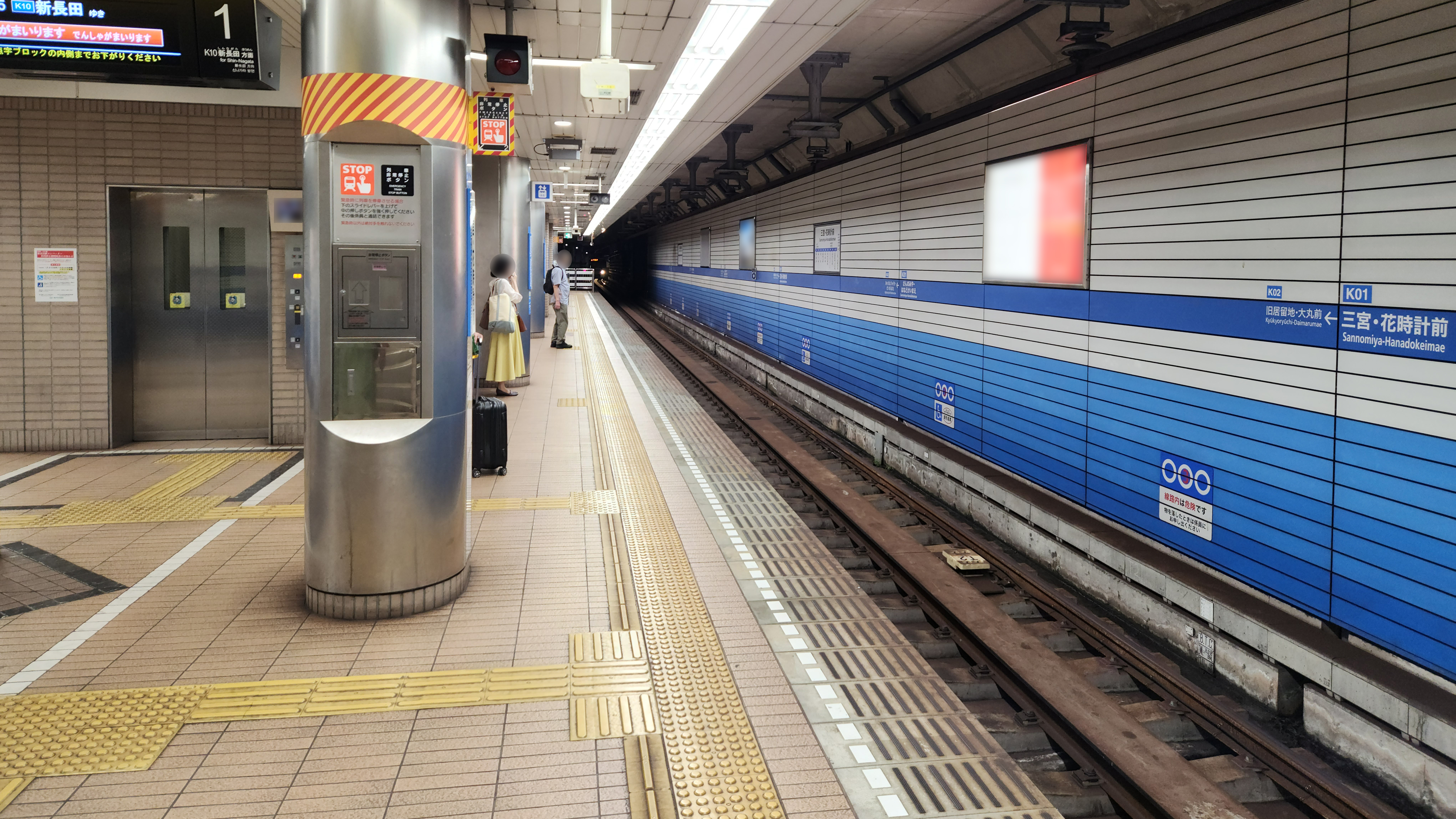
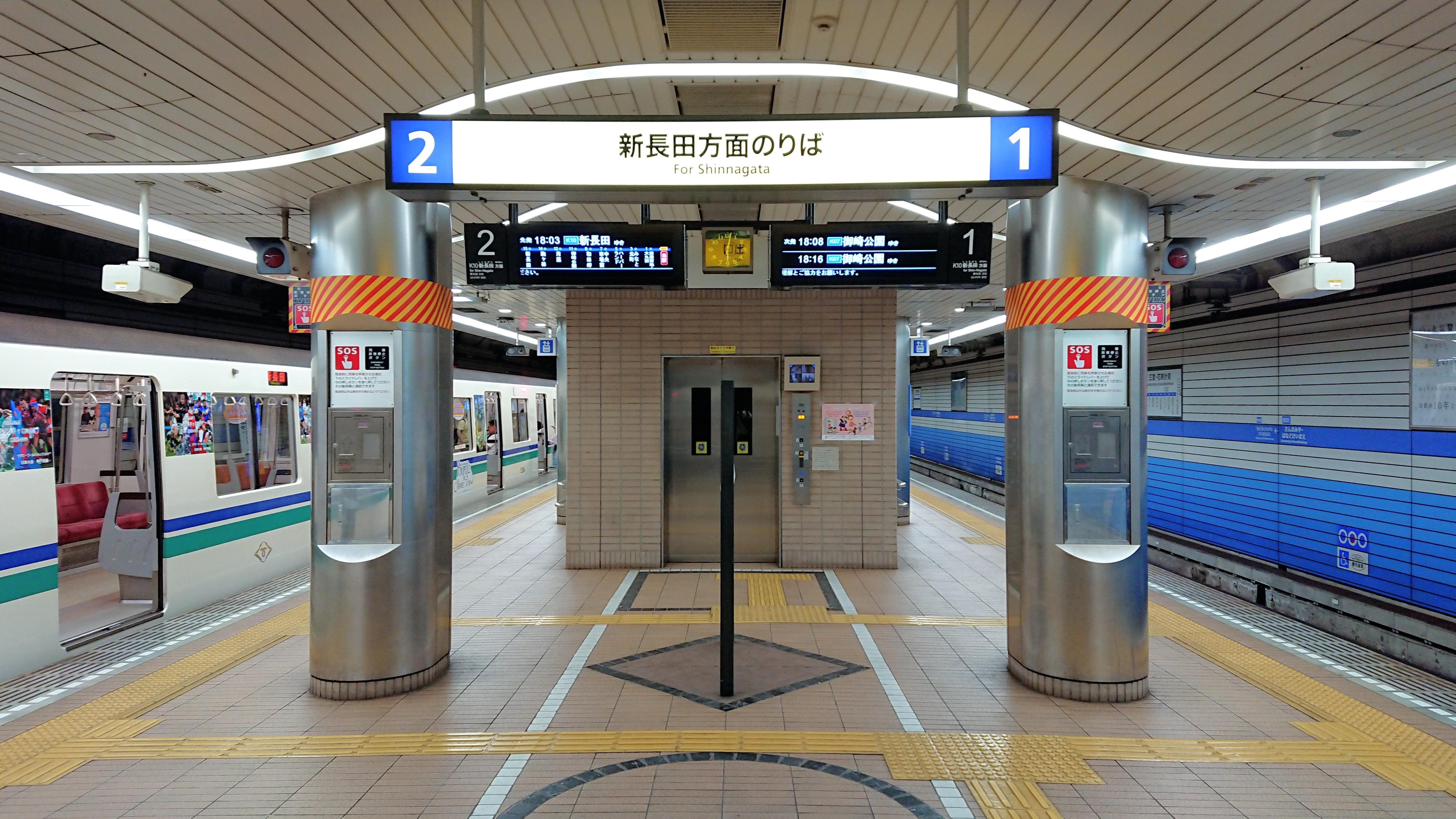

## À proximité
- Kobe City Hall